# 売店

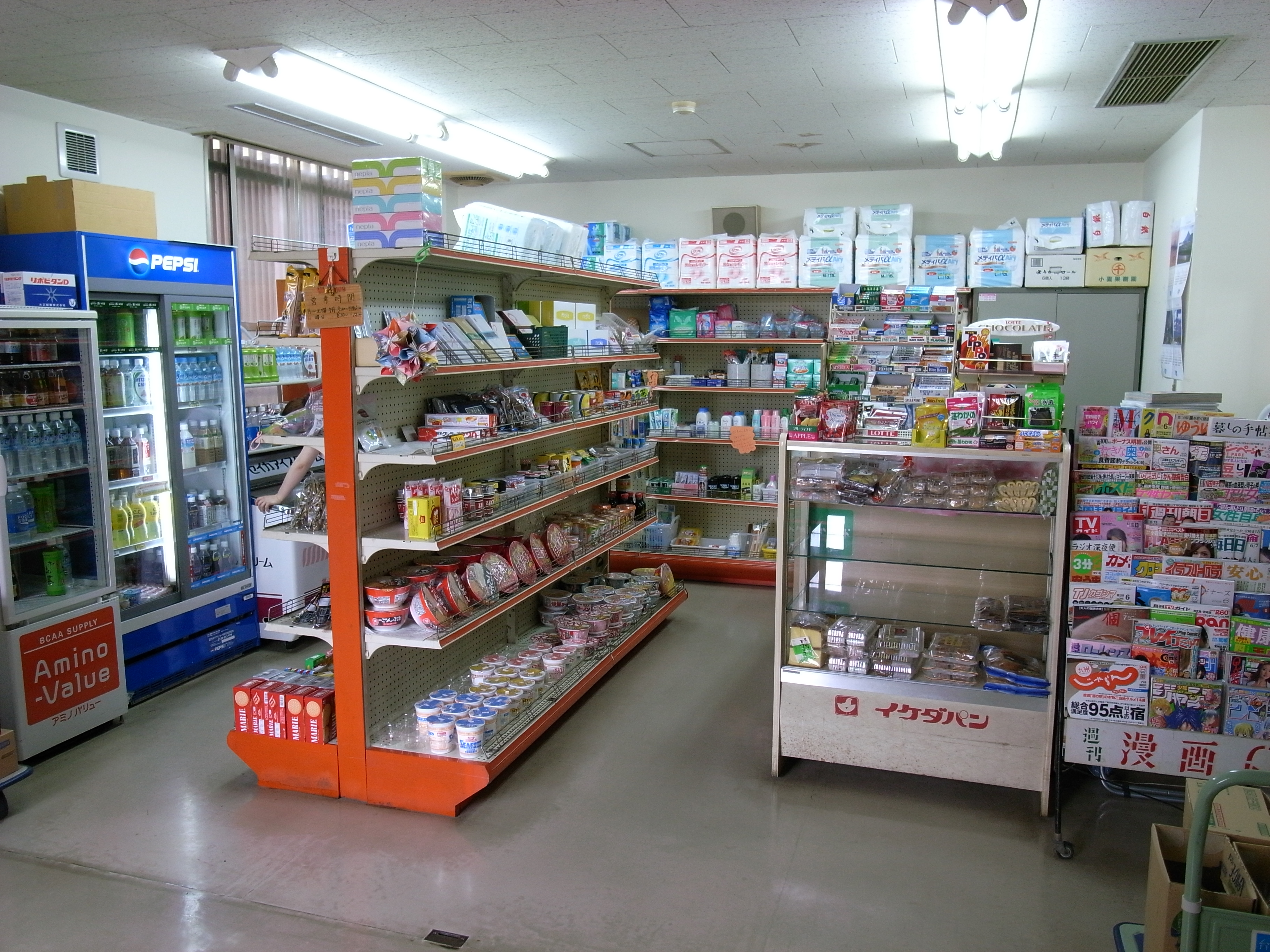
病院の売店

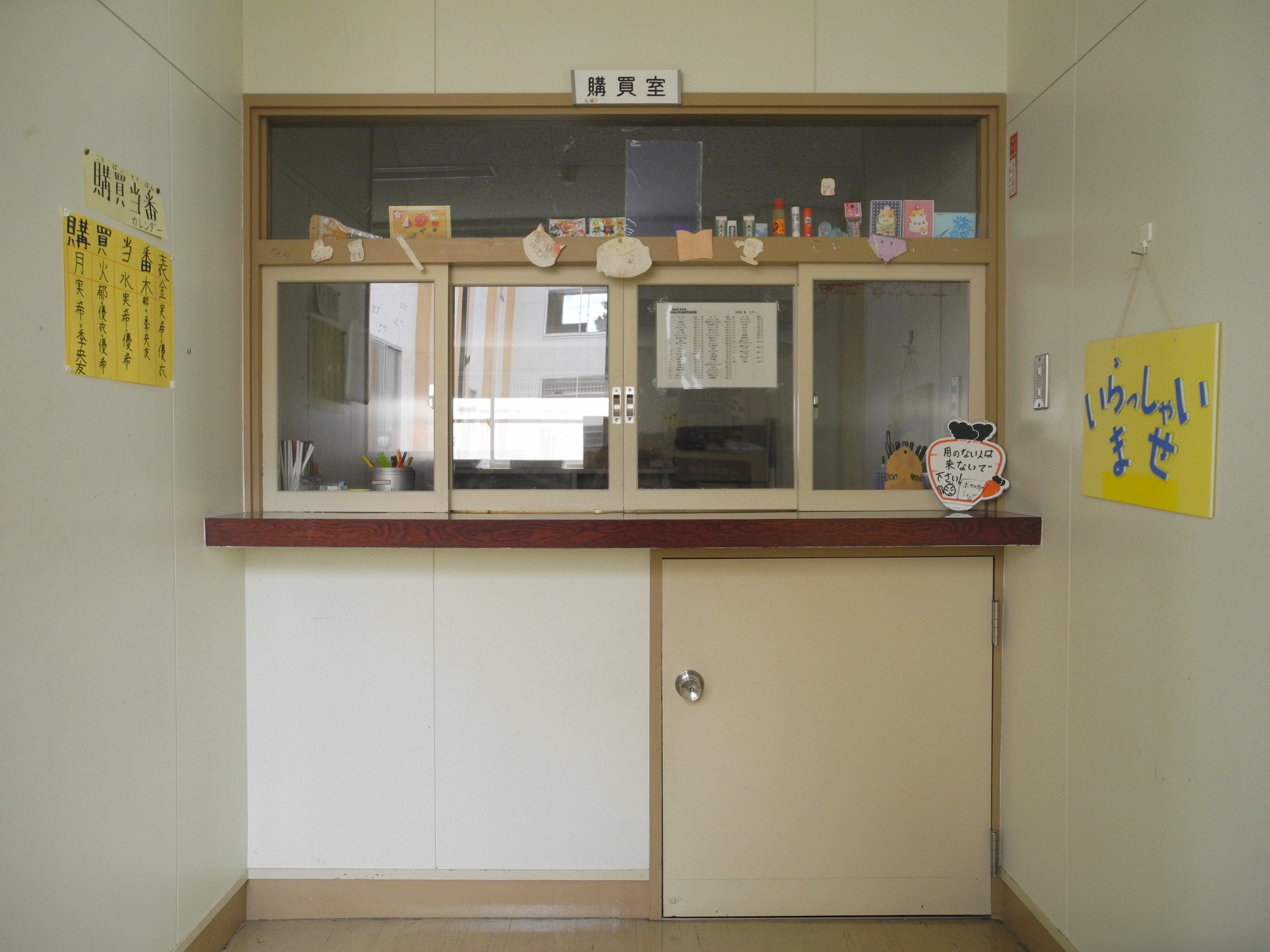
小学校の「購買室」

売店（ばいてん）は、駅、劇場、病院など何らかの施設に併設される小さな店舗のこと。
施設利用者が必要とする物品に特化した販売店である。
施設内で唯一金銭の授受する場所として、納入窓口としての役割を持つこともある。なお、福利厚生目的の構内売店では、物品が市価より安く販売されることが多い。軍事基地内にあるPXは、消費税（付加価値税）や酒税などが免税となっている。

## 売店がある場所
- 駅・列車・空港・旅客船
- サービスエリア・ドライブイン・道の駅
- 遊園地・動物園
- 映画館・劇場
- 競技場（アリーナ・スタジアムなど）
- 病院
- 市町村役場
- 学校
- 大規模工場・造船所
- 軍事基地・駐屯地（BX (=base exchange)、PX (=post exchange)、酒保と呼ばれる）・警察本部・消防本部

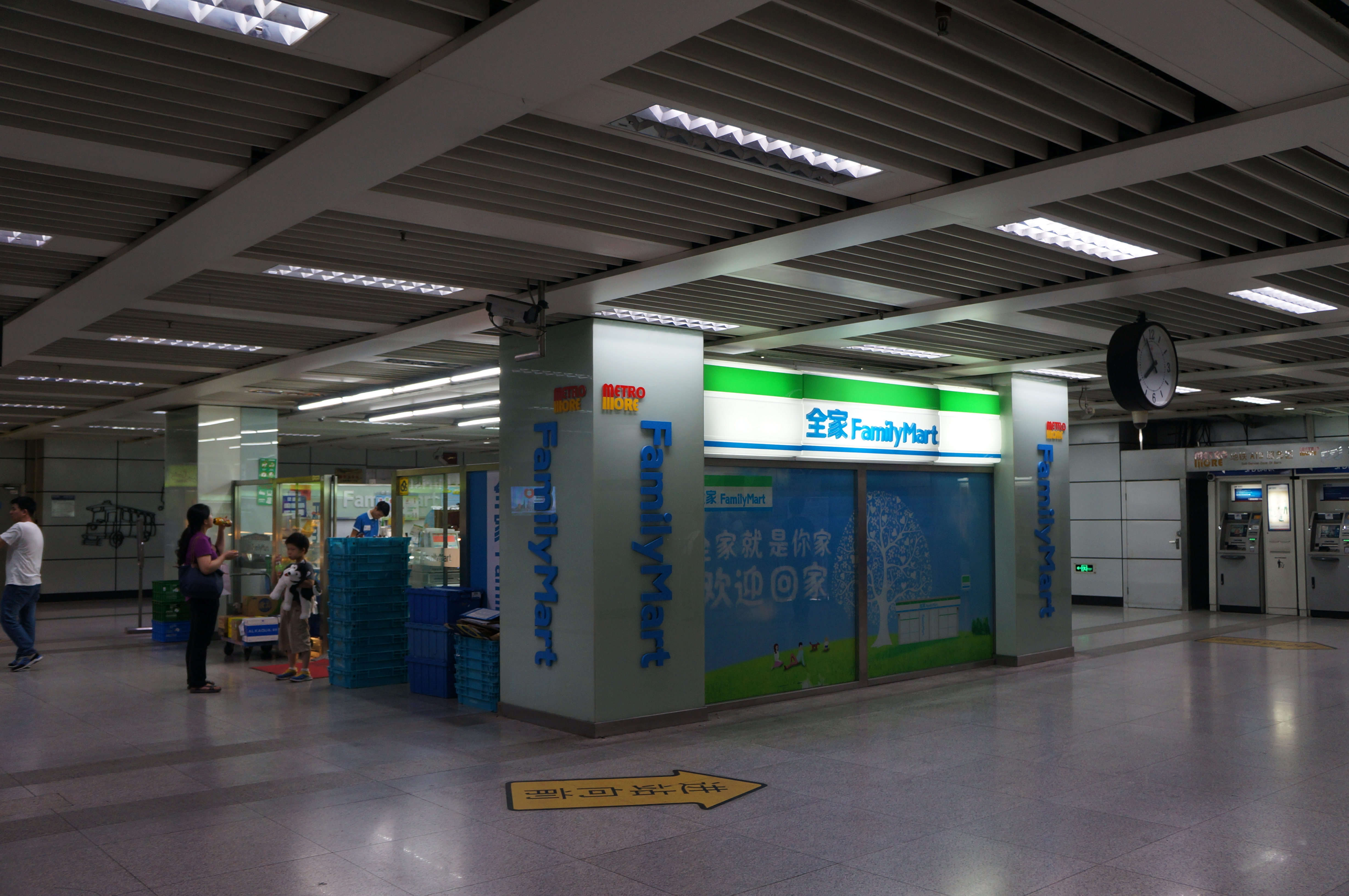
スタジアムにコンビニを設置する例

施設にコンビニエンスストアを開設・営業する例や、近隣のコンビニエンスストアが施設と密着の形で売店の役割をする例もある。鉄道駅・空港・病院・工場・官公庁・学校・テーマパーク楽屋裏、また競技場に設置されている例も多く、取り扱い商品などでそのほとんどが売店の発展形といえる部分もある。既存の売店をコンビニエンスストアに業態変更、または既存のコンビニエンスストアに統合する例もある。

## 売店で扱う商品

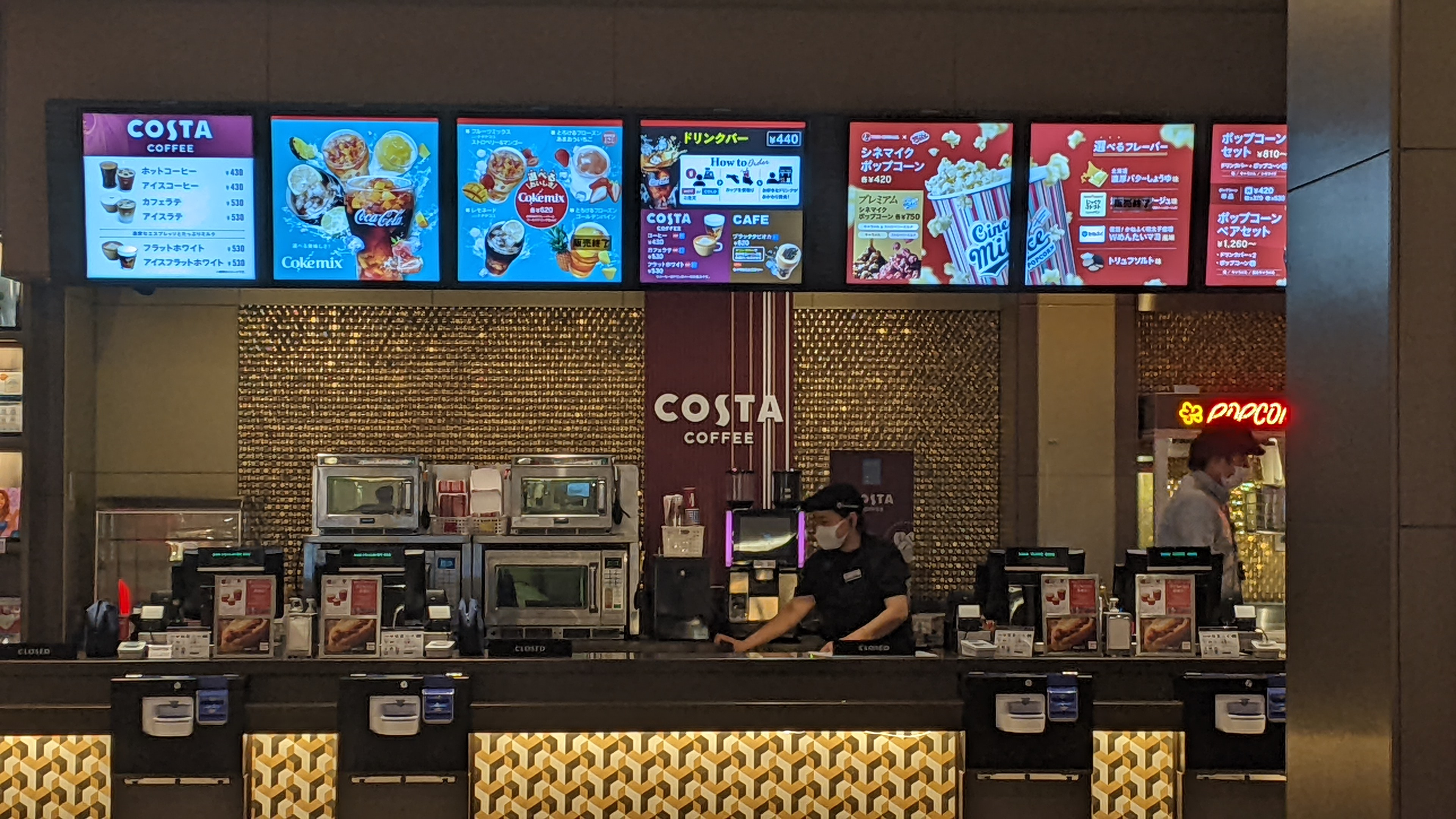
飲料とポップコーンを売る映画館の売店

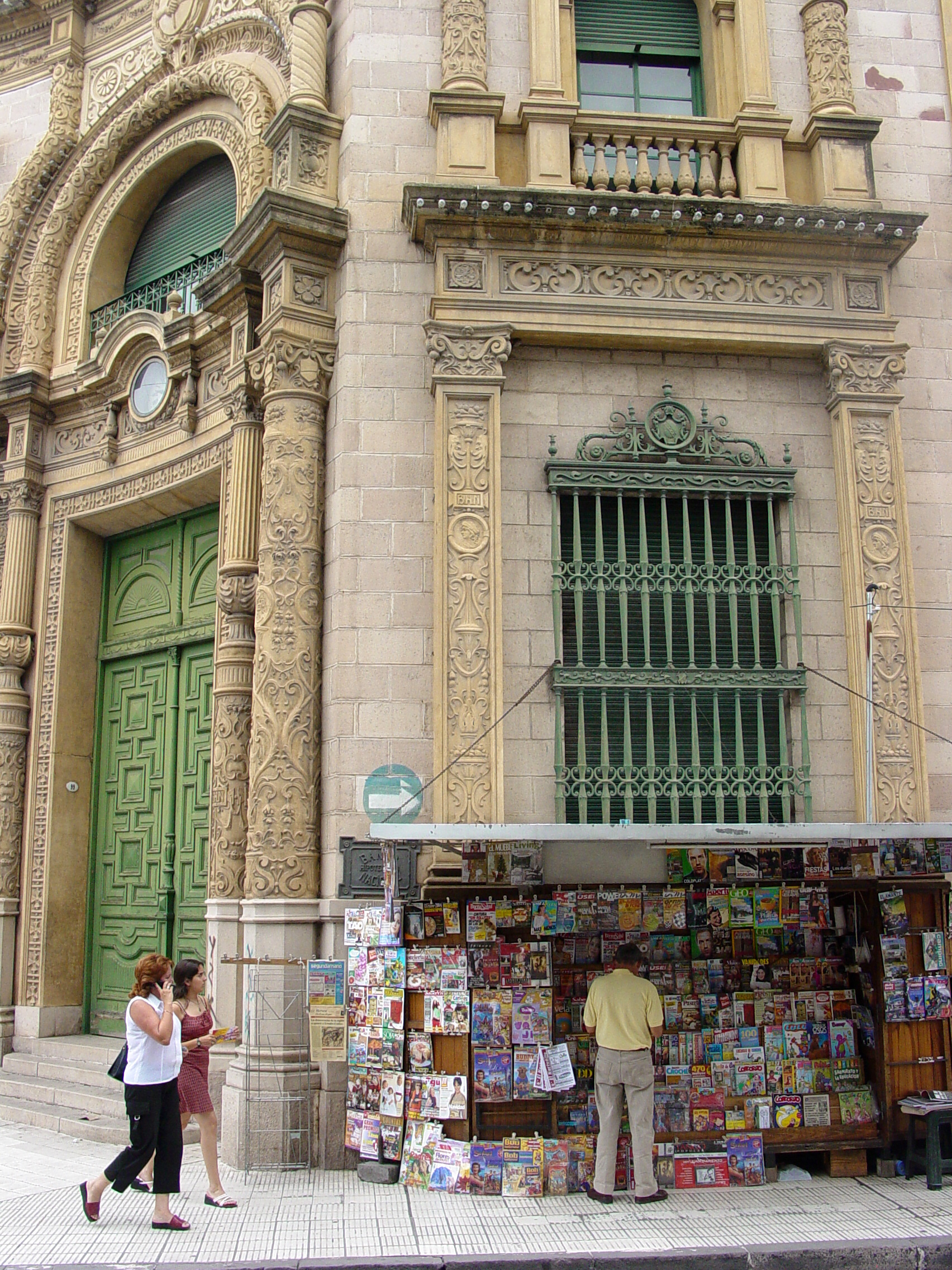
雑誌を売る売店

以下に特色のある商品を設置される施設ごとに列挙する。
- 駅・列車・空港・船舶・サービスエリア・ドライブイン・道の駅 - 飲料・弁当・軽食・菓子・たばこ・新聞・雑誌・土産
- 映画館 - ポップコーン、飲料、映画パンプレット、映画作品関連グッズ
- 劇場 - 飲料、軽食、土産のほかオペラグラスの貸出もおこなう[1]。
- 競技場 - 飲料、軽食、競技関連グッズ、スポーツ新聞
- 病院 - 上述の「駅・列車・空港・船舶」売店の取扱品目から「土産」を除いたもの、および下着・寝巻・歯ブラシ・洗口液・タオル・石鹸・シャンプー・リンス・ティッシュペーパー・おむつ・生理用品・洗濯用洗剤・テレフォンカード・テレビ視聴カードなど。
- 市町村役場 - 収入印紙・収入証紙
- 学校 - 文具・ネクタイや校章襟章など制服の小物、各種検定料納入窓口（小学校の場合、名札・体操服などは取り扱う指定の店で買うようになっている）
- 大規模工場・造船所- 安全用品（ヘルメット・手袋・安全靴など）
- 軍事基地・駐屯地 - 制服・戦闘服・戦闘用（＝個人武器）以外の装備品・日用雑貨・電化製品などの生活用品
- 警察本部・消防本部 - 業務関連書籍（大手書店でなければ扱わないような専門書や昇進試験の参考書など。アメリカ合衆国の警察では、日常職務に使う警察バッジまで買えて、また帯革やホルスターなどは形状が服制に合えばメーカーは問われない場合がほとんど）
  - 警察本部など制限区域内にある売店でも、所定の手続きをすれば（売店へ行きたい旨申請する旨を申告して許可を得た上で）部外者でも購入することも可能である。これは、売店において関連商品などの「お土産」を販売しているためである。ただし、一部商品は部外者への販売が制限される場合がある。

## 列車内の売店

### 日本

#### 在来線
- 国鉄（現：JR）の優等列車における売店は、1958年（昭和33年）に特急『あさかぜ』が20系客車化された際に、3等車（現：普通車）であるナハ20に設けられ、以降『さくら』・『はやぶさ』・『みずほ』が20系客車化された際にも3等車であるナハフ21に設けられた。1960年（昭和35年）に『はつかり』がキハ81系化された際には、先頭車であるキハ81に売店が設けられ、1号車・10号車の両先頭車で営業を行った。特急列車に売店が設けられた理由は、特急用車両は客室窓が開かない事に加えて、当時の食堂車の位置が2等車→1等車（現：グリーン車・A寝台車）寄りに連結されていたため、食堂車から遠い車両の乗客の便宜を図って設置された。またキハ81については、1号車の乗客が1等車を通らずに手軽に食事が食べられるように設置された。
- また、中央本線の急行『アルプス』ではビュッフェ車の他にも、一部列車ではビュッフェ車の代わりに、車内の一部を売店にしたサハ164が連結されて売店営業を行った。北海道内特急用に製造されたキハ183系では、食堂車が連結されない代わりに、グリーン車であるキロ182の一部を車販準備室兼売店にした。また、東京発着のブルートレインにおいても、1991年（平成3年）から1993年（平成5年）にかけて、食堂営業から食堂車を使用しての売店営業に変更された。これらは食堂車の要員不足や合理化などの理由で、供食設備を食堂・ビュッフェから売店に変更したものである。

#### 新幹線
- 東海道新幹線『こだま』は開業当初はビュッフェ車を2両連結していたが、利用者の減少で1両を売店車（25形400番台）に変更した他、東海道・山陽新幹線100系では2階建て食堂車の1階に売店が設けられた。1992年に登場した300系では食堂・ビュッフェがない代わりに、グリーン車を挟む形でサービスコーナーが設けられ、500系にも設けられたが、サービスコーナーがない700系の増備に伴い、2003年9月30日限りで営業を終了した。
- 東北新幹線・上越新幹線のオール2階建て車両であるE1系・E4系では、車内販売のワゴン移動が難しいため、1階（E1系は8号車、E4系は5号車・11号車）に売店が設けられていた。

### イギリス
マンチェスター方面に向かうヴァージン・トレイン内にはコンビニエンスストアに匹敵する品揃えの車内売店がある。

## 問題点
売店は一般的な小売店と違い、特定の施設の中に附属する形で営業する形態である。そのため、施設自身が開設している場合は施設と売店との間に上下関係が起こりにくいが、施設と売店が別組織による契約関係となっている場合、その出店契約が適切になされていなければ、施設と売店の間に歪な上下関係が形成されがちとなる。たとえば大学や大学病院の場合、大学や大学病院が売店企業に対し、施設内に「出店させてやる」といった上から目線の態度を取りがちであり、医療従事者や大学職員による店員へのカスタマーハラスメントが後を絶たないという。また、そのような歪な関係性の悪さから医療従事者や大学職員、あるいは入院患者らによる万引きが起きても売店側は強く出られず、実質的に泣き寝入りの形になりがちだという。これらは大学や大学病院に限ったことではなく、ほかにも警察施設・検察庁・裁判所・行政（都道府県庁や市区町村役所・役場）・その他の各中央省庁など、社会的地位の高い公的組織や大企業ほど横行しているとされる。